# Móði
Nella mitologia norrena, Móði (traslitterato Módi) e Magni (fratellastro) sono i figli di Thor. I loro nomi significano rispettivamente "Coraggioso" e "Forte". Rudolf Simek afferma che, assieme alla figlia di Thor, Þrúðr ("Potenza"), impersonano le caratteristiche del padre.
La discendenza di Móði da Thor è affermata dal kenning "padre di Móði" (faðir Móða, nella Hymiskviða, 34). Anche Snorri Sturluson lo conferma (Gylfaginning, 53, Skáldskaparmál, 4). Secondo la Skáldskaparmál (17), Magni è il figlio di Thor e della jǫtunn Járnsaxa. Non viene invece mai citata la madre di Móði.

## Edda poetica
I due fratelli vengono citati tra i sopravvissuti di Ragnarǫk nel Vafþrúðnismál dell'Edda poetica.
Versione norrena
Móði ok Magni
skulu Mjöllni hafa
Vingnis at vígþroti.

Edizione di Guðni Jónsson Archiviato l'8 maggio 2007 nella National and University Library of Iceland.
Versione inglese
Modi and Magni
shall Mjollnir have
When Vingnir falls in fight.

Traduzione di Bellows
Versione italiana
Modi e Magni
avranno Mjollnir
Quando Vingnir cadrà in battaglia.

## Edda in prosa
A parte il suo ruolo dopo Ragnarǫk, non sappiamo nulla di Móði. Nell'Edda in prosa, nel libro Skáldskaparmál, Magni gioca invece un ruolo importante nel mito della battaglia di Thor con il gigante Hrungnir. John Lindow traccia un parallelo tra Magni ed un figlio di Odino, Váli, secondo cui entrambi avevano una madre gigantessa (Rindr nel caso di Váli) e compirono un'impresa in giovane età (Váli aveva solo un giorno di età quando uccise Höðr, vendicando la morte di Baldr).

## Videogiochi
Modi appare nel videogioco God of War (2018) come uno degli antagonisti insieme a suo fratello Magni. Viene rappresentato come un guerriero nordico con un'armatura resistente e abiti con pelli di animali e come suo padre è in grado di scagliare attacchi con i fulmini e come armi utilizza una mazza e uno scudo.